# Giulio Caccini

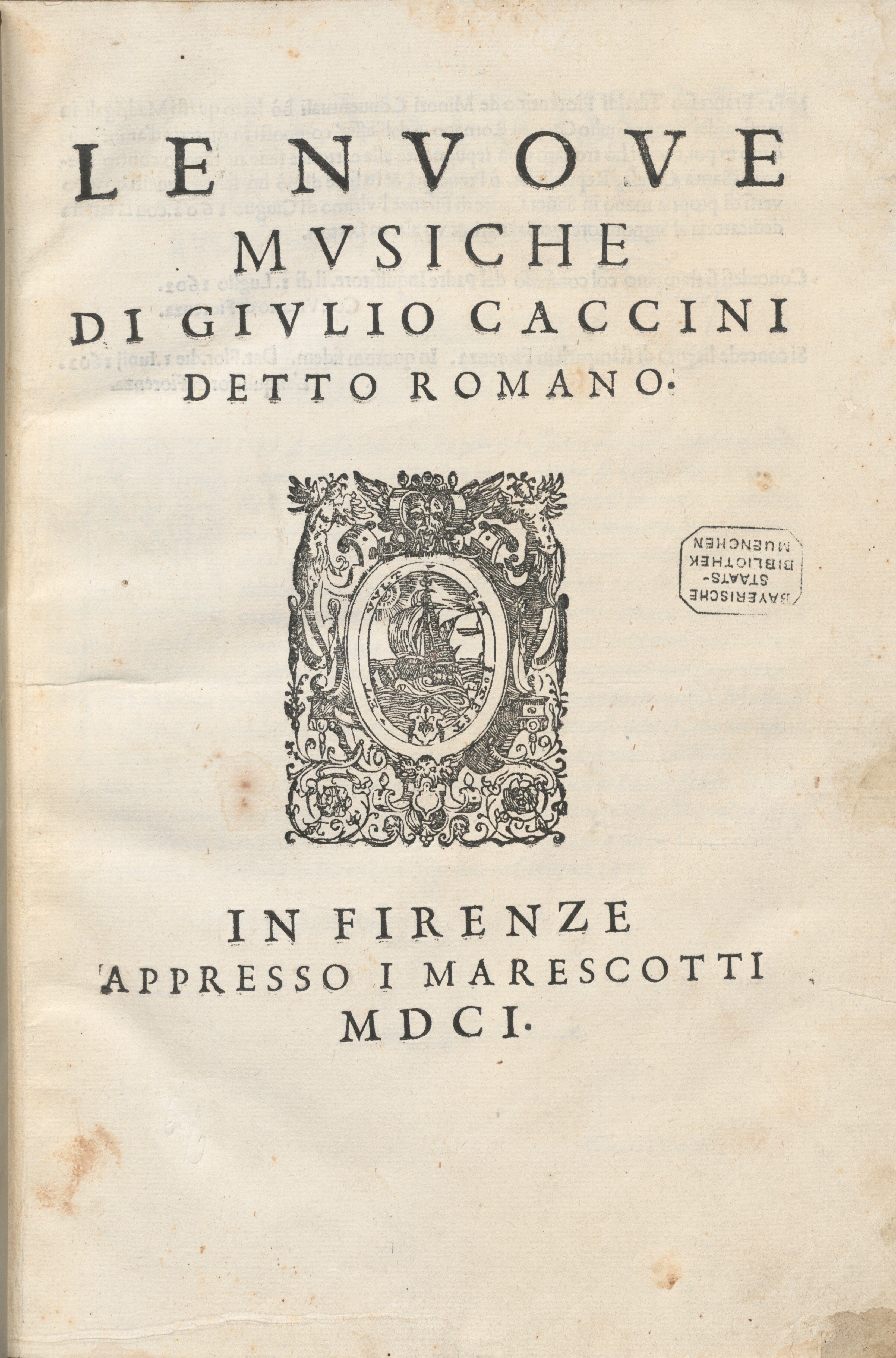
Trang tiêu đề của Le nuove musiche (1601)

Giulio Romolo Caccini (còn gọi là Giulio Romano) (8 tháng 10 năm 1551 - an táng ngày 10 tháng 12 năm 1618) là một nhà soạn nhạc, giáo viên, ca sĩ, nhạc công và nhà văn người Ý cuối thời kỳ Phục hưng và đầu thời kỳ Baroque. Ông là một trong những người đầu tiên sáng lập ra thể loại hát opera và là một trong những người có ảnh hưởng nhất đối với phong cách tân Baroque. Ông cũng là cha của nhà soạn nhạc Francesca Caccini và ca sĩ Settimia Caccini.

## Cuộc sống
Về cuộc sống thuở nhỏ của ông có rất ít thông tin, nhưng người ta cho rằng ông sinh ra ở Rome và là con trai của một người thợ mộc mang tên Michelangelo Caccini. Cha ông là anh trai của nhà điêu khắc Florentine Giovanni Caccini. Tại Rome, ông đã được học đàn luýt, đàn viol và đàn hạc, và bắt đầu có được danh tiếng như một ca sĩ. Vào những năm 1560, Francesco de 'Medici, Đại công tước của xứ Tuscany đã rất ấn tượng với tài năng của Caccini nên đã đưa cậu bé đến Florence để học thêm.
Đến năm 1579, Caccini hát tại Medici. Ông sở giọng nam cao, và có thể tự đệm đàn bằng viol hoặc archlute. Ông đã hát ở nhiều sân khấu khác nhau, bao gồm cả đám cưới và các cơ sở của nhà nước, và tham gia vào intermedio, các buổi biểu diễn âm nhạc, kịch tính, công phu vốn là một trong những tiền thân của opera. Cũng trong thời gian này, ông tham gia vào phong trào hoạt động của các nhà nhân văn, nhà văn, nhạc sĩ và học giả của thế giới cổ đại, những người đã thành lập Florentine Camerata, một nhóm tập hợp tại nhà của Bá tước Giovanni de 'Bardi, với mục đích thành lập để khôi phục những thứ đã được cho là đánh mất vinh quang của âm nhạc kịch Hy Lạp cổ đại. Với khả năng như một ca sĩ, nhạc sĩ và nhà soạn nhạc, Caccini được rèn luyện thêm kết hợp giữa trí tuệ và tài năng, và nhóm Camerata đã phát triển khái niệm về monody — một dòng giọng solo đầy cảm xúc, đi kèm với hòa âm tương đối đơn giản trên một hoặc nhiều nhạc cụ — đó là một cuộc cách mạng xuất phát từ thực hành phức điệu của cuối thời Phục hưng.
Trong hai thập kỷ cuối của thế kỷ 16, Caccini tiếp tục các hoạt động nghệ thuật của mình với tư cách là một ca sĩ, giáo viên và nhà soạn nhạc. Ảnh hưởng của ông với tư cách là một giáo viên có lẽ đã bị đánh giá thấp, vì ông đã đào tạo hàng chục nhạc sĩ hát theo phong cách mới, bao gồm cả diễn viên Giovanni Gualberto Magli, người đã hát trong vở opera Orfeo đầu tiên của Monteverdi.
Caccini đã thực hiện ít nhất một chuyến đi nữa đến Rome vào năm 1592, với tư cách là thư ký của Bá tước Bardi. Theo những gì ông viết, âm nhạc và tiếng hát của ông đã được hưởng ứng nhiệt tình. Tuy nhiên Rome, quê hương của Palestrina và Trường học La Mã, lại theo hướng âm nhạc bảo thủ, và âm nhạc theo phong cách chủ đạo của Caccini tương đối hiếm ở đó cho đến sau năm 1600.
Danh dự của Caccini so với sự nghiệp của ông dường như bị kém cỏi hơn hẳn, vì ông thường xuyên bị thúc đẩy bởi sự đố kỵ và ghen ghét, không chỉ trong cuộc sống nghề nghiệp của mình mà còn vì sự thăng tiến cá nhân với công tước Medici. Trong một lần, ông thông báo cho Đại công tước Francesco về hai người tình trong gia đình Medici - Eleonora, vợ của Pietro de 'Medici, người đang có quan hệ bất chính với Bernardino Antinori - và việc ông thông báo trực tiếp dẫn đến việc Eleonora bị Pietro sát hại. Sự ghen ghét của ông với Emilio de 'Cavalieri và Jacopo Peri dường như đã trở nên gay gắt: ông có thể là người đã sắp xếp để Cavalieri bị loại khỏi chức vụ giám đốc lễ hội cho đám cưới của Henry IV của Pháp và Maria de' Medici vào năm 1600 (một sự kiện khiến Cavalieri rời Florence trong cơn thịnh nộ), và dường như ông cũng đã vội vàng đưa vở opera Euridice của riêng mình vào bản in trước khi vở opera cùng chủ đề của Peri có thể được xuất bản, đồng thời ra lệnh cho nhóm ca sĩ của ông không có gì để làm với sản phẩm của Peri.
Sau năm 1605, Caccini ít có ảnh hưởng hơn, mặc dù ông vẫn tiếp tục tham gia sáng tác và biểu diễn nhạc đa âm thiêng liêng. Ông qua đời ở Florence, và được chôn cất trong nhà thờ Thánh Annunziata.

## Âm nhạc và ảnh hưởng
Stile recitativo, như phong cách mới được tạo ra đơn điệu, được chứng minh là phổ biến không chỉ ở Florence mà còn ở những nơi khác ở Ý. Florence và Venice là hai trung tâm âm nhạc tiến bộ nhất ở châu Âu vào cuối thế kỷ 16, và sự kết hợp của những đổi mới âm nhạc từ mỗi nơi đã dẫn đến sự phát triển của phong cách Baroque. Thành tựu của Caccini là đã tạo ra một loại hình biểu đạt âm nhạc trực tiếp, dễ hiểu như lời nói, sau này phát triển thành thể loại tấu tấu, và có ảnh hưởng đến nhiều yếu tố văn phong và kết cấu khác trong âm nhạc Baroque.

## Tác phẩm
Caccini đã viết nhạc cho ba vở opera - Euridice (1600), Il rapimento di Cefalo (1600, các đoạn trích được xuất bản trong Nuove musiche đầu tiên), và Euridice (1602), mặc dù hai vở đầu tiên là hợp tác với những người khác (chủ yếu là Peri cho Euridice). Ngoài ra, ông còn viết nhạc cho một intermedio (Io che dal ciel cader giá véi la luna) (1589). Không có bản nhạc nào dành cho hợp xướng còn tồn tại, mặc dù các hồ sơ từ Florence cho thấy ông đã tham gia vào âm nhạc phức điệu vào khoảng năm 1610.
Ông chủ yếu là một nhà soạn nhạc của các bài hát đơn điệu và đơn ca kèm theo một nhạc cụ hợp âm (chính ông chơi đàn hạc), và chính nhờ khả năng đó mà ông đã có được danh tiếng vô cùng lớn của mình. Ông đã xuất bản hai tuyển tập các bài hát và các bản nhạc độc tấu, cả hai đều có tên Le nuove musiche, vào năm 1602 (phong cách mới) và 1614 (sau này là Nuove musiche e nuova maniera di scriverle). Hầu hết các Madrigal được sáng tác xuyên suốt và có ít sự lặp lại, tuy nhiên một số bài hát là strophic có sự lặp lại. Trong số những thể loại sáng tác nổi tiếng nhất và được phổ biến rộng rãi là Madrigal Amarilli, mia bella.
Một sự sắp đặt của bài Ave Maria do nhà soạn nhạc người Nga Vladimir Vavilov sáng tác thường bị gán nhầm thành Caccini.

## Thu âm
- Euridice. Scherzi Musicali với nhạc trưởng Nicolas Achten 2009, Ricercar RIC 269